# Ferdinand de Beeckman
Ferdinand Charles baron de Beeckman de Vieusart (Kasteel van Vieusart, 19 september 1740 - Brussel, 16 januari 1816) was een Zuid-Nederlands edelman en politicus.

## Biografie
Baron de Beeckman werd geboren uit een katholiek Zuid-Nederlands adellijk geslacht dat reeds mening geestelijke en politicus had voortgebracht.
Hij behaalde zijn licentiaat in de rechten aan de oude Universiteit Leuven op 16 mei 1760 en werd later raadslid, schepen en in januari 1786 burgemeester van Leuven vanwege zijn loyaliteit aan de keizer. De Zuidelijke Nederlanden stonden toen namelijk onder het gezag van het keizerrijk Oostenrijk.
Hij huwde op 16 mei 1774 in de Sint-Pieterskerk te Leuven Jeanne Caroline de Vroey, enige dochter van Jean Lambert Joseph de Vroey, heer van Linden en voormalig burgemeester van Leuven.
De baron overleed op 75-jarige leeftijd.